# 오하요 시코쿠
오하요 시코쿠(おはよう四国)은 NHK 마쓰야마 방송국이 제작되어 매주 월요일부터 금요일까지 오전 7시 45분부터 8시까지 15분동안 NHK 종합 텔레비전을 방영되어 시코쿠 지방에 소식을 전해주는 프로그램이다. 그전까지는 매주 토요일 오전 7시 30분부터 8시까지 30분간 방송되었다가 2019년 3월 30일 토요일 방송을 끝으로 프로그램 
종방을 하다가 2020년 9월 28일 월요일에 평일 방송으로 돌아왔다.